# Ilex fargesii
Ilex fargesii är en järneksväxtart som beskrevs av Adrien René Franchet. Ilex fargesii ingår i släktet järnekar, och familjen järneksväxter.

## Underarter
Arten delas in i följande underarter:
- I. f. angustifolia
- I. f. brevifolia
- I. f. parvifolia